# Вейкфілдит
Вейкфілдит ({\displaystyle {\ce {(La,Ce,Nd,Y)VO4}}}) — загальна назва рідкісноземельних мінералів з групи ванадатів. Описано чотири основні типи вейкфілдиту: вейкфілдит-(La), вейкфілдит-(Ce), вейкфілдит-(Nd) і вейкфілдит-(Y) залежно від домінуючого іона рідкісноземельного металу.
Вейкфілдит має твердість за Моосом від 4 до 5. Утворює кристали тетрагональної сингонії. З точки зору кристалічної структури, це ванадатний аналог рідкісноземельного фосфатного мінералу ксенотиму. На відміну від ксенотиму, для вейкфілдиту більш характерний вміст легших рідкісноземельних елементів, ніж більш важких. Через лантаноїдне стиснення важчі рідкісноземельні елементи мають менші іонні радіуси, ніж легші. Коли фосфат-аніон замінюється більшим ванадат-аніоном, тетрагональна кристалічна система переважно вміщує більші легкі рідкісноземельні елементи.
Вейкфілдит був вперше описаний за проявом у руднику "Еванс Лу", Сент-П'єр-де-Вейкфілд, Квебек, Канада і пізніше отримав назву Вейкфілдит-(Y).